# Ґаґерік
Ґаґерік також Ґоґерік, Жері (лат. Gagericus, Gaugericus, вал. Gery; бл. 550 — 11 серпня 625) — римо-католицький святий, єпископ Камбре (589–625). День пам'яті — 11 серпня.

## Життєпис

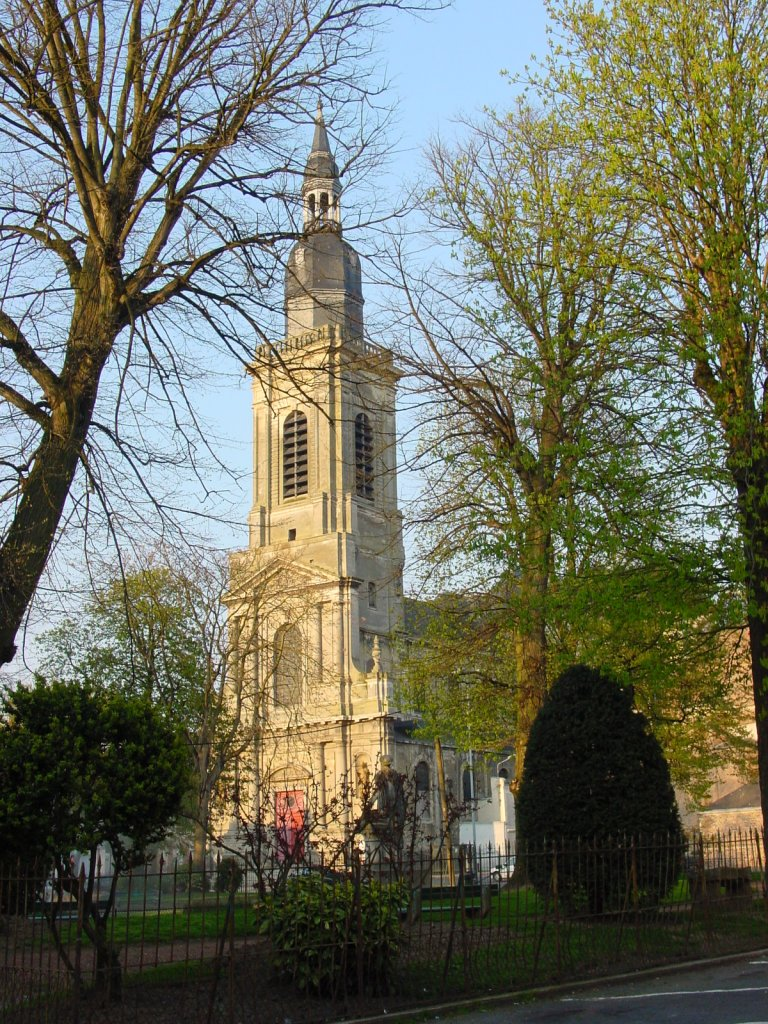
Церква Святого Ґаґеріка у Камбре.

Святий Ґаґерік народився і жив в Івуа (фр. Eposium або Eposio Vicus, Yvois, нині Кариньян, що у Арденнських горах, в Трірській архиєпархії (сучасна Німеччина). Його батьки Ґауденцій (лат. Gaudentius) і Австадіола (лат. Austadiola) були галло-римлянами.
Святий Ґаґерік був висвячений спочатку в диякони, потім у сан священника св. Магнеріком, який був вражений здатністю юнака читати Псалтир по пам'яті. У 586 році архієпископом Реймським він був поставлений єпископом єпархії, яка включала міста Камбре і Аррас. 
Ґаґеріком була заснована громада ченців імені свв. Медарда і Лупа, яка заклала місто Брюссель.
Ґаґерік залишався єпископом 39 років і був відомий своєю непримиренною боротьбою з язичництвом.
Святий Ґаґерік був похований у церкві Сент-Медар, яку він заснував в Камбре.